# Bahnhof Kuromatsunai
Der Bahnhof Kuromatsunai (jap. 黒松内駅, Kuromatsunai-eki) ist ein Bahnhof auf der japanischen Insel Hokkaidō. Er befindet sich in der Unterpräfektur Shiribeshi auf dem Gebiet der Gemeinde Kuromatsunai.

## Verbindungen

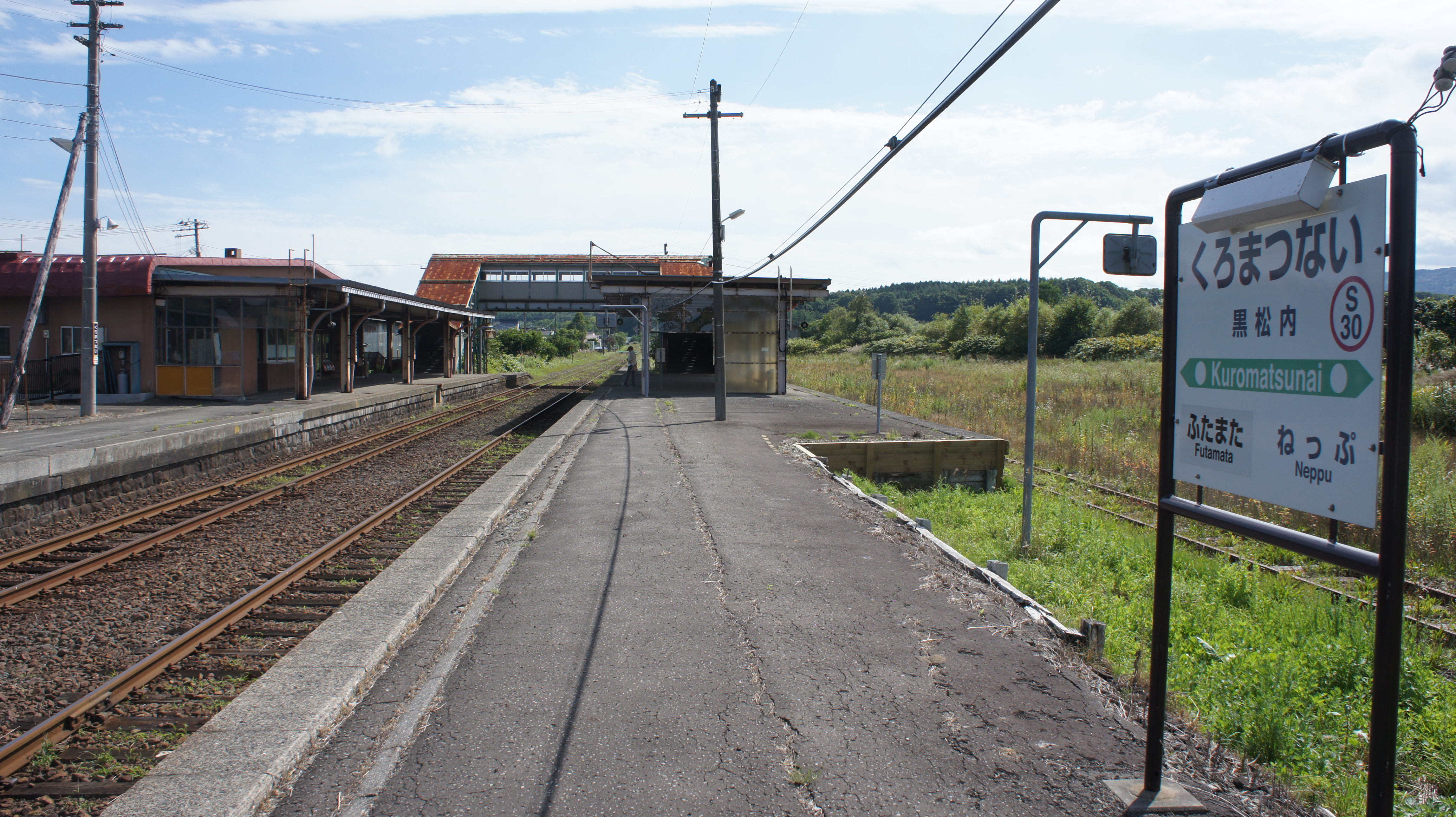
Bahnsteig (September 2017)

Kuromatsunai ist ein Durchgangsbahnhof und früherer Trennungsbahnhof an der Hakodate-Hauptlinie zwischen Hakodate und Sapporo, der wichtigsten Bahnstrecke Hokkaidōs. Diese wird von der Gesellschaft JR Hokkaido betrieben. Regionalzüge verkehren fünfmal täglich nach Kutchan und Oshamambe. Vor dem Bahnhof hält eine Buslinie der Gesellschaft Niseko Bus.

## Anlage

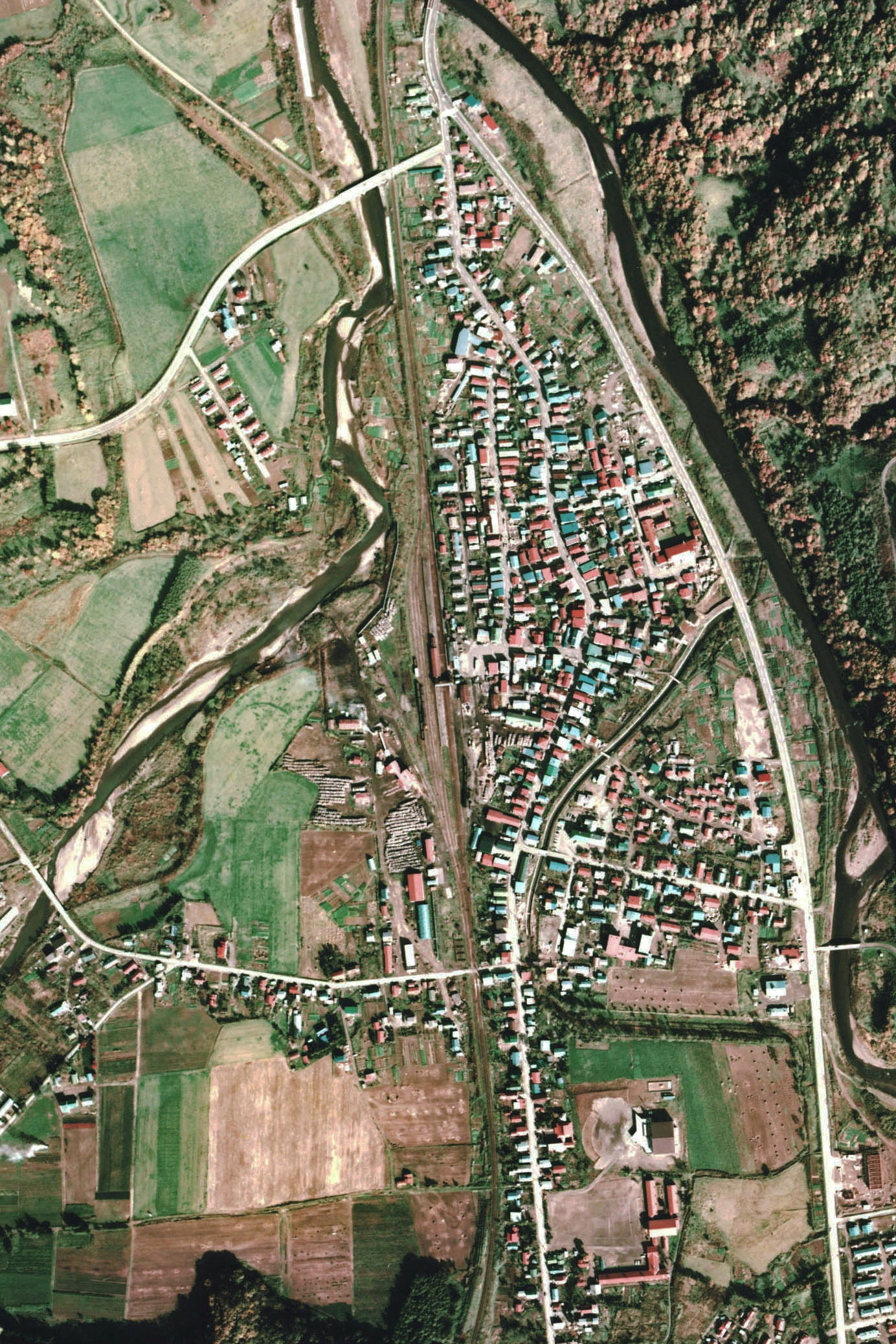
Luftansicht (1976)

Der Bahnhof befindet sich am westlichen Ortsrand und ist von Süden nach Norden ausgerichtet. Er besitzt drei Gleise, die alle dem Personenverkehr dienen. Diese liegen am Hausbahnsteig und an einem Mittelbahnsteig, der durch eine gedeckte Überführung mit dem Empfangsgebäude an der Ostseite der Anlage verbunden ist. Westlich des Bahnhofs steht ein kleines Depot zum Abstellen von Bahndienstfahrzeugen.

## Geschichte
Die Bahngesellschaft Hokkaidō Tetsudō eröffnete den Bahnhof am 3. November 1903, zusammen mit dem Streckenabschnitt von Mori über Oshamambe nach Neppu. Nach der Verstaatlichung am 1. Juli 1907 war das Eisenbahnamt (das spätere Eisenbahnministerium) zuständig. Eine lokale Privatbahngesellschaft, die Suttsu Tetsudō, nahm am 24. Oktober 1920 eine Zweigstrecke nach Suttsu in Betrieb. Nach schweren Überschwemmungen musste der Bahnverkehr auf dieser Strecke am 14. August 1968 eingestellt und durch einen Busbetrieb ersetzt werden; die endgültige Stilllegung der Suttsu-Linie und die Liquidation des Unternehmens folgten am 11. Mai 1972.
Aus Kostengründen stellte die Japanische Staatsbahn am 1. März 1982 den Güterumschlag ein, am 14. März 1985 auch die Gepäckaufgabe. Im Rahmen der Staatsbahnprivatisierung ging der Bahnhof am 1. April 1987 in den Besitz der neuen Gesellschaft JR Hokkaido über. Seit 2007 ist der Bahnhof nicht mehr mit Personal besetzt.